# المولود الأصلي
المولود الاصلي هي مسرحية أسترالية كتبها بيرت بيلي وإدموند دوغان تحت اسم ألبرت إدموندز. تم إنتاجها لأول مرة في عام 1913 من قبل شركة بيلي الخاصة.

## ملخص
تقع احداث القصة في المنطقة القريبة من جبل كوسيوسكو خلال الأيام الأولى للاستيطان الأوروبي في نيو ساوث ويلز. يكتشف نيل بلاكمور، أحد المضاربين في الأراضي، وديعة ذهب في عقار جون هيلجروف ويحاول الحصول عليها. يرغب بلاكمور في ليلي ارميدال، التي تحب جاك ابن هيلجروف - الذي تحبه ألما، شقيقة بلاكمور. يستخدم سولي ستيل، أحد أتباع بلاكمورز، سوطًا محملاً لقتل حفري قديم يُدعى كوسيوسكو جو، والذي يعرف أيضًا عن رواسب الذهب، ويورط جاك هيلجروف جريمة القتل.
تم تقديم عرض هزلي من قبل الآنسة كروكشانك، عمة ليلي العذراء التي تكره الرجال؛ ساحر يدعى تشارلز سبينيفيكس (الذي يقع في حب سيسي ابنة هيلغروف ) ومساعده ويلي ستاغرز؛ وشرطي اسكتلندي. خلال أحد المشاهد، تسمح قدرات سبينيفيكس السحرية لجاك بالهروب من الأشرار؛ في مكان آخر، تمكن الأبطال من اللعب على خرافات حارس بلاكمور، باركو. تتضمن الذروة إنقاذ جاك لليلي من أتباع بلاكمور اثناء عاصفة ثلجية.

## استقبال
لاقت المسرحية شعبية، لكن ليس بنفس القدر الذي كان عليه تعاون بيلي ودوغان السابق في على اختيارنا.

## فريق التمثيل الأصلي
- بيرت بيلي في دور تشارلز سبينيفكس
- ألفريدا بيفان في دور ملكة جمال كروكشانك
- ماري مارلو في دور ليلي أرميدال
- جورج تريلور في دور نيل بلاكمور
- ليلياس أدوسون في دور ألما بلاكمور
- ادموند دوجان في دور جون هيلجروف
- اليرد هارفورد بدور الشرطي فينيجان
- جاي هاستينغز في دور جاك هيلجروف
- لورا روبرتس في دور سيسي هيلجروف
- فريد ماكدونالد في دور ويلي ستاجرز
- جورج كنسينغتون في دور سولي ستيل
- آرثر بيترام بدور كوسيوسكو جو
- جي كي لينون في دور باركو